# Distretto di Bilecik
Il distretto di Bilecik (in turco Bilecik ilçesi) è uno dei distretti della provincia di Bilecik, in Turchia.